# Peter Dervan
Peter B. Dervan (Boston, 28 de junho de 1945) é um químico estadunidense.
É professor de química da cátedra Bren no Instituto de Tecnologia da Califórnia.

## Prêmios e condecorações
- 1993: Prêmio Arthur C. Cope
- 1993: Prêmio Willard Gibbs
- 1994: Medalha William H. Nichols
- 1998: Prêmio Remsen
- 1999: Prêmio Linus Pauling
- 2000: Prêmio Tetrahedron
- 2002: Prémio Harvey
- 2006: Medalha Nacional de Ciências
- 2022: Medalha Priestley